# Mike McDaniel
Michael Lee McDaniel (Aurora (Colorado), 6 marzo 1983) è un allenatore di football americano statunitense che svolge il ruolo di capo-allenatore dei Miami Dolphins della National Football League (NFL).
In precedenza ha lavorato come assistente allenatore per i San Francisco 49ers, Atlanta Falcons, Cleveland Browns, Washington Redskins, Houston Texans, e Denver Broncos.
Nella stagione 2016, McDaniel e i Falcons hanno raggiunto il Super Bowl LI, venendo sconfitti contro i New England Patriots per 34–28 ai supplementari.

## Carriera da allenatore

### Denver Broncos
Nel 2005, McDaniel è stato assunto dai Denver Broncos come stagista sotto la guida dell'allenatore Mike Shanahan.

### Houston Texans
Nel 2006, McDaniel è stato assunto dagli Houston Texans come assistente del reparto offensivo, sotto la guida dell'allenatore Gary Kubiak.

### Sacramento Mountain Lions
Nel 2009, McDaniel è stato assunto dai Sacramento Mountain Lions come allenatore dei running back.

### Washington Redskins
Nel 2011, McDaniel è stato assunto dai Washington Redskins come assistente del reparto offensivo, ritrovandosi con l'allenatore Mike Shanahan. Nel 2013 è stato promosso come allenatore dei ricevitori.

### Cleveland Browns
Nel 2014, McDaniel è stato assunto ed ingaggiato dai Cleveland Browns come allenatore dei wide receiver sotto la guida dell'allenatore Mike Pettine.

### Atlanta Falcons
Nel 2015, McDaniel è stato assunto dagli Atlanta Falcons come allenatore dei wide receiver sotto la guida dell'allenatore Dan Quinn.

### San Francisco 49ers
Nel 2017, McDaniel è stato ingaggiato dai San Francisco 49ers come allenatore coordinatore del gioco sulle corse sotto la guida dell'allenatore Kyle Shanahan. Il 18 gennaio 2021, McDaniel è stato promosso a coordinatore offensivo, in seguito alla partenza dell'allenatore Mike LaFleur (il quale svolgeva il ruolo di allenatore del gioco sui passaggi), che ha lasciato per diventare il coordinatore offensivo dei New York Jets . I San Francisco 49ers hanno terminato con un record di 10-7 come parziale nel 2021 e l'uso innovativo da parte di McDaniel del wide receiver Deebo Samuel, dotato di un'elevata velocità, ha portato quest'ultimo a essere nominato All-Pro.

### Miami Dolphins
I Miami Dolphins hanno assunto McDaniel come loro 13º capo-allenatore il 6 febbraio 2022.

## Record come capo-allenatore
| Squadra |        | Stagione regolare | Stagione regolare | Stagione regolare | Stagione regolare | Stagione regolare | Playoff | Playoff | Playoff                                                       |
| Squadra | Anno   | Vinte             | Perse             | Pari              | %                 | Posizione         | Vinte   | Perse   | Risultato                                                     |
| ------- | ------ | ----------------- | ----------------- | ----------------- | ----------------- | ----------------- | ------- | ------- | ------------------------------------------------------------- |
| MIA     | 2022   | 9                 | 8                 | 0                 | .529              | 2º nella AFC East | 0       | 1       | Sconfitta nell'AFC Wild Card Game contro i Buffalo Bills      |
| MIA     | 2023   | 11                | 6                 | 0                 | .647              | 2º nella AFC East | 0       | 1       | Sconfitta nell'AFC Wild Card Game contro i Kansas City Chiefs |
| Totale  | Totale | 20                | 14                | 0                 | .588              |                   | 0       | 2       |                                                               |

## Vita privata
McDaniel è cresciuto ad Aurora, in Colorado., ed è un amico intimo del comico e attore Dan Soder.
McDaniel è sposato con Katie.
Mentre era a Yale, McDaniel ha conseguito una laurea in storia.